# Santa Bárbara Sistemas
Santa Bárbara Sistemas és una empresa contractista de defensa amb seu central a Madrid. Està integrada dins del Grup Europeu de Sistemes Terrestres de l'empresa estatunidenca General Dynamics. És un dels principals subministradors de les Forces Armades d'Espanya. Té les seves fàbriques al barri de El Fargue de Granada, en el municipi d'Alcalá de Guadaíra de la província de Sevilla i a la localitat de Trubia, al municipi d'Oviedo. Les línies de negoci principals de Santa Bárbara Sistemas són: vehicles blindats, vehicles especials i amfibis, sistemes d'armes, municions i míssils, i recerca i desenvolupament (R+D).

## Història
Amb el començament de l'ús de canons en les guerres al segle xiv, els fabricants de canons van ser artesans que també realitzaven altres obres de metall. Els canons eren obres individualitzades i cadascun d'ells tenia un nom. Estaven realitzats de bronze (un aliatge de coure i estany), la qual cosa feia que anessin cars i poc duradors. En haver-hi molts compradors d'armes, qualsevol artesà que oferís una innovació que disminuís el preu i millorés la qualitat rebia més clientela. A Espanya els canons van passar a ser un element indispensable a partir de la Guerra de Granada del segle xv. Els primers canons espanyols es van fer de ferro forjat, però eren molt costosos i a la fi del segle xv van començar a fer-se de bronze, que era més resistent, i aquests van ser els més habituals fins a la dècada de 1550.
El descobriment de la realització de canons amb la tècnica del ferro colat en 1543 a Anglaterra va aconseguir abaratir el seu cost una dotzena part i aquesta tècnica es va aplicar en altres països europeus, entre els quals estava Espanya. En la primera meitat del segle xvi es fabricaven canons per al rei a Barcelona. Consta la fabricació de canons a Màlaga des de 1511. La fabricació d'artilleria a la ciutat de Màlaga va tenir una gran importància durant els segles xvi i xvii, tenint la seva seu a l'edifici de les drassanes. En 1540 la fosa de Juan Morell a Sevilla va començar la producció de canons per Carlos V, passant a ser propietat de la corona en 1643. La Reial Fàbrica d'Artilleria de Sevilla va passar a estar dirigida per asentistas fins a 1717, en què es va nomenar com a director al comandant d'Artilleria de Sevilla. En 1932 fàbrica de Sevilla va passar estar en el Consorci d'Indústries Militars fins que, en 1959, va ser adquirida per l'Empresa Nacional Santa Bárbara de l'INI, conservant la gestió militar. En els anys 80 es produïen en ella fusells CETME i el llançacoets Teruel. La fàbrica va tancar en 1991.
La Reial Fàbrica d'Artilleria de la Cavada, a Cantàbria, va possibilitar que Espanya aconseguís tenir autonomia completa per proveir-se d'artilleria a partir de 1635. Els centres de fabricació d'armes de foc portàtils més importants estaven a Guipúscoa, a Biscaia i en Ripoll.
A Espanya van existir molts molins per a la producció de pólvora. El més antic es trobava a les ribes del Darro, a Granada, però un accident va portar amb si l'explosió d'est en 1590 i va ser traslladat en 1623 a un lloc elevat anomenat El Fargue. La fàbrica del Fargue es va dedicar a la producció d'armament i municions. En 1850 va passar a estar a càrrec del Cos d'Artilleria.
En 1633 se li va concedir una llicència per a un molí de pólvora a Francisco Berastegui y Lisón, espòs de Giomar Carrillo, propietària del majoratge de la localitat murciana de Jabalí Viejo. Est, conegut com a molí Alt, es va instal·lar en la séquia de l'Aljufía. En 1747 va ser estatalitzat i es va instal·lar en aquest lloc la Fàbrica Nacional de Pólvora Santa Bàrbara. En els anys 60 va passar a estar en l'Empresa Nacional Santa Bàrbara i en 2001 l'empresa va ser adquirida per General Dynamics. D'altra banda, en 1946 es va crear l'empresa Explosivos Alaveses S. A., posteriorment anomenada Expal. En 2010 Expal va adquirir la fàbrica de pólvora de Jabalí Viejo. A la fi de 1760 va començar la intervenció pública de les fàbriques d'armes de Cantàbria i a partir de 1763 aquestes van estar directament sota adreça estatal. En 1769 van ser estatalizadas per complet i es va lliurar la direcció a l'Exèrcit i en 1781 al Cos de Marina. A Girona, el Cos d'Artilleria va dirigir entre 1776 i 1794 la fàbrica de San Sebastián de la Muga, que produïa bales, granades i bombes. En 1777 es va posar una fàbrica de canons i bales de ferro a Jimena de la Frontera, que va existir fins a 1788.
En 1761 l'Estat va unificar els tallers d'espases que estaven dispersos per Toledo i va crear una fàbrica d'espases. Entre 1860 i 1880 es va crear en aquesta fàbrica una indústria militar cartutxera, aprofitant l'energia generada pel riu Tajo. Es van instal·lar les centrals de Carles III, la d'Azumel, la de l'Isla, la de l'Ángel i la de Santa Ana. A més, es van instal·lar dues centrals tèrmiques: una de vapor i una altra de diésel. Entre 1960 i 1980 es produeix un augment en la producció i la fàbrica passa a dependre de la xarxa elèctrica nacional. En 1932 va passar a ser part del Consorci d'Indústries Militars i en els anys 60 va passar a ser part de l'Empresa Nacional Santa Bàrbara. Va tancar en 1996. En 1961 els treballadors de la fàbrica van crear un club de futbol, la Unión Deportiva Santa Bárbara, amb la unió del Club Deportivo Carlos III i l'Alcázar de Toledo Club de Futbol. Aquest equip va arribar a Tercera Divisió. També va desaparèixer en 1996.
A Navarra, a causa del gran consum de carbó de la fàbrica de municions d'Eugi, en 1788 es va crear una altra fàbrica a Orbaitzeta. El no poder disposar d'armament de les fàbriques de Sant Sebastián de la Muga i Orbaiceta en la Guerra Gran, va fer que es creés la fàbrica d'armes de Trubia. En 1794 la fàbrica de Sargadelos, de propietat particular, va començar a produir munició. Orbaniceta i Trubia van haver de tancar després de la invasió napoleònica de 1808. Aquest any, Sargadelos va començar a produir sols parament per al mercat civil. La fàbrica de Trubia va continuar posteriorment amb la seva producció d'armes i en 1926 va produir el primer tanc espanyol: el Trubia A4.
La fàbrica d'armes de Oviedo va ser fundada en 1794 en el palau del Duc del Parc, conegut actualment com el palau del Marquès de San Feliz. En 1856 es va traslladar a l'edifici de l'antic monestir de la Vega i va tancar en 2012.
En 1936 es va crear una fàbrica d'armes a La Corunya. En 1937 va començar a produir el fusell Mauser 9.72. En 1944 va començar la producció del fusell Mauser Coruña. En 1958 es va traslladar al seu actual emplaçament. En 1961 va passar a integrar-se dins de l'Empresa Nacional Santa Bárbara. En 1962 va començar a produir el fusell CETME 7.62. En 1984 va començar a produir el fusell CETME 5.56. En 1986 va començar a produir la metralladora Ameli 5.56. En 2001 l'Empresa Nacional Santa Bàrbara va ser adquirida per General Dynamics. Aquest any la fàbrica de La Corunya va començar a produir el fusell HK G36-I. En 2007 va començar a produir el míssil Spike LR, dissenyat per l'empresa israeliana Rafael Advanced Defense Systems. A La Corunya també es fabriquen l'obús APU SBT i peces del carro de combat Leopard i del vehicle Pizarro. Després del tancament de la fàbrica de la Vega, a Astúries, es va traslladar a aquesta factoria la producció del canó Mauser MK-30 i el llançagranades LAG 40. En 2014 en esta fábrica se constituyó la empresa Hércules de Armamento S. L. En 1999 Santa Bàrbara Sistemes va començar a fabricar el fusell d'assalt HK G36I, amb llicència de l'empresa alemanya Heckler & Koch. El fusell ha substituït al CETME en les Forces Armades d'Espanya. En 2017 Alemanya es va plantejar la retirada d'aquest fusell del seu exèrcit perquè els exemplars de fabricació alemanya tenien problemes d'escalfament del canó si s'usaven de manera perllongada. No obstant això, proves amb el fusell fabricat a La Corunya, amb un canó propi, no han donat cap problema d'aquest tipus.
En 1926 es va crear la fàbrica d'armes de Palència. En els anys 60 va passar a l'Empresa Nacional Santa Bàrbara, que en 2001 va passar a ser adquirida per General Dynamics. En 2013 aquesta fàbrica va ser adquirida per l'empresa noruega Nammo. En 2015 l'Ajuntament de Palència li va atorgar la Medalla d'Or de la Ciutat a la fàbrica d'armes i a les Congregació de les Germanes Hospitalàries del Sagrat Cor de Jesús, que regenten l'hospital de San Luis de la ciutat des de 1889.
Al segle xx va haver-hi una fàbrica d'armes en Santovenia de Pisuerga, província de Valladolid. Aquesta fàbrica va ser propietat de l'Empresa Nacional Santa Bàrbara. Els terrenys de l'antiga fàbrica formen part de la base militar El Empecinado i en 2010 s'hi va crear un llogaret artificial per realitzar maniobres.

## Empresa Nacional Santa Bárbara
En 1949 l'Institut Nacional d'Indústria (INI) va crear el Centre d'Estudis Tècnics Materials Especials (CETME), encarregat de la recerca i el desenvolupament d'armament. En 1960 el INI va crear l'Empresa Nacional Santa Bàrbara d'Indústries Militars Societat Anònima, per a la fabricació i comercialització de les armes per a les Forces Armades. El primer president de l'Empresa Nacional Santa Bárbara va ser el tinent general José María López Valencia.
En 1981 CETME es va convertir en una societat anònima depenent de l'INI, amb capital social i personalitat jurídica pròpia. Aquesta organització tenia com a propòsit desenvolupar i millorar armament lleuger, municions, equips per a torretes i armat de vehicles, sistemes d'armes electròniques, pólvora, artificis, explosius, fàbriques i processos d'industrialització per als prototips. L'arma més estesa creada per aquesta organització va ser el fusell d'assalt CETME 7.62.
En 1983 Santa Bárbara tenia dues fàbriques d'armament lleuger, dues de cartutxos i espoletes, una d'armament pesat (artilleria i carros de combat) i una altra de pólvora i explosius. CETME i Santa Bárbara es van fusionar en 1984. En els anys 70 el taller de muntatge de blindats de la Reial Fàbrica d'Artilleria de Sevilla es va situar a la zona de Las Canteras de Caballería del municipi d'Alcalá de Guadaíra, on hi havia un campament militar. En els anys 70 va fabricar el vehicle de combat AMX-30, amb llicència de l'empresa francesa GIAT. Aquests AMX-30 foren modernitzats en el Projecte Lince, d'entre finals dels anys 80 i començaments dels 90. En 1993 es va crear la divisió Santa Bárbara Blindados per a la fabricació de carros de combat i la modernització d'alguns models, com el M60, que va ser dissenyat per a l'Exèrcit dels Estats Units en 1960 amb el nom de Patton.
En 1995, sota la presidència de Felipe González, les empreses del INI van passar a estar a càrrec de la Societat Estatal de Participacions Industrials (SEPI).
En 1999 l'Estat va acordar la fabricació de 219 carros de combat Leopard 2I a la fàbrica de Alcalá de Guadaíra, amb una inversió de 317.709 milions de pessetes. Els primers set carros de combat van ser lliurats a l'Exèrcit de Terra en 2004 en un acte presidit per Joan Carles I.
En 2001, sota la presidència de José María Aznar, l'empresa estatunidenca General Dynamics va comprar l'Empresa Nacional Santa Bábara per 831,9 milions de pessetes, per haver presentat una oferta millor que les de les empreses alemanyes Krauss-Maffei i Rheinmetall. L'empresa passà a denominar-se Santa Bárbara Sistemas. General Dyanmics va invertir 13.800 milions de pessetes perquè les fàbriques de Santa Bátbara Sistemas produïssin components del carro de combat Abrams. General Dynamics va realitzar un contracte de 80.000 milions de pessetes per fabricar components de la llanxa de desembarcament AAAV dels marines. Així mateix, Santa Bárbara Sistemas també va rebre un contracte de 40.000 milions de pessetes per fabricar components del vehicle blindat lleuger LAV-III de l'Exèrcit dels Estats Units, que es van produir sobretot a la fàbrica de Trubia. Santa Bárbara Sistemas també va produir components de carros de combat M1 Abrams.
En 1996 l'Estat va signar un contracte amb Santa Bárbara Sistemas per a la fabricació de 144 vehicles blindats ASCOD Pizarro / Ulen per 41.583 milions de pessetes. Aquest vehicle blindat és conegut com a Pizarro a Espanya i com Ulen a Àustria. Aquest vehicle és un projecte conjunt de Santa Bàrbara Blindados i l'empresa austríaca Steyr-Daimler-Puch Spezialfahrzeug.

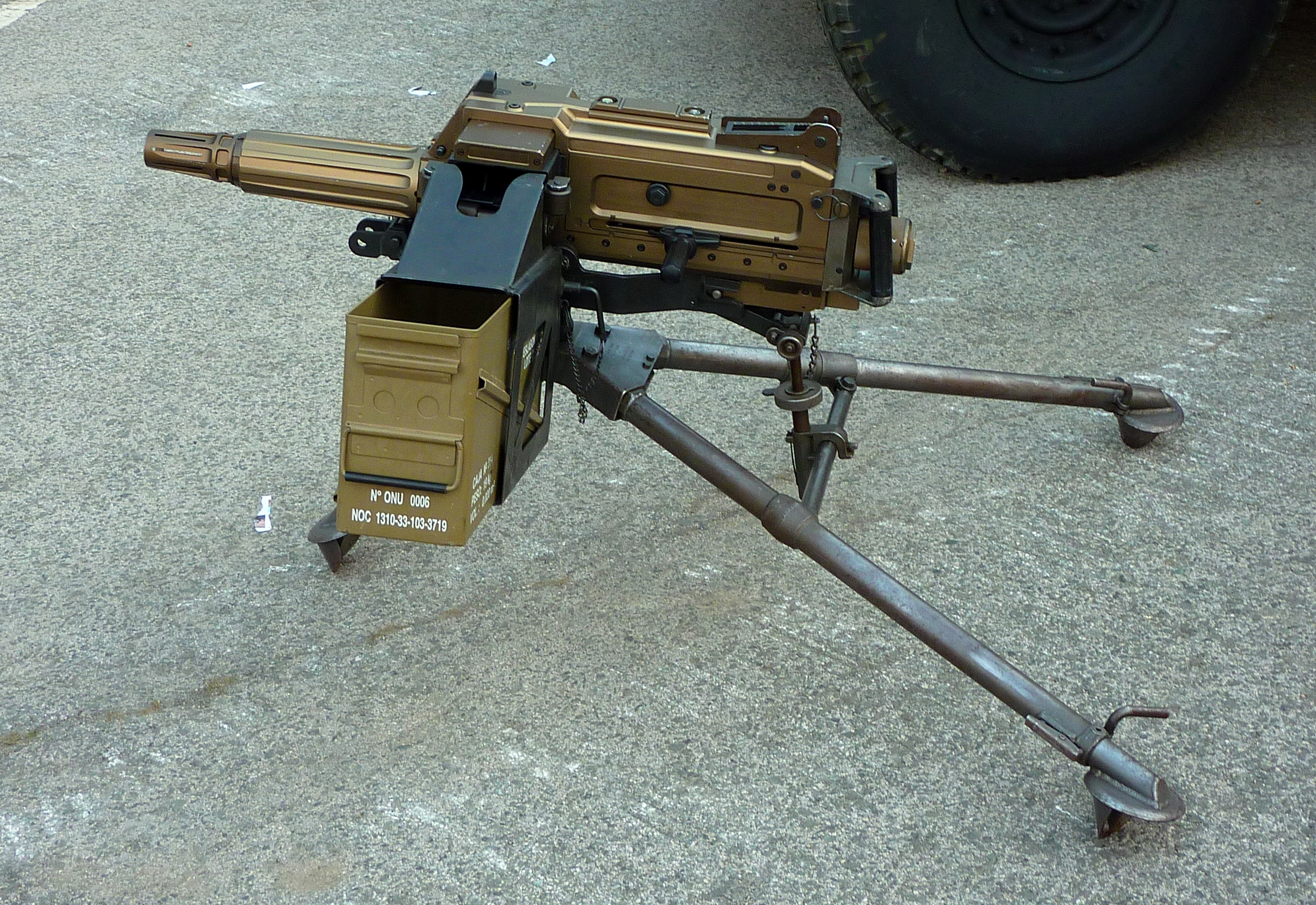
LAG 40.

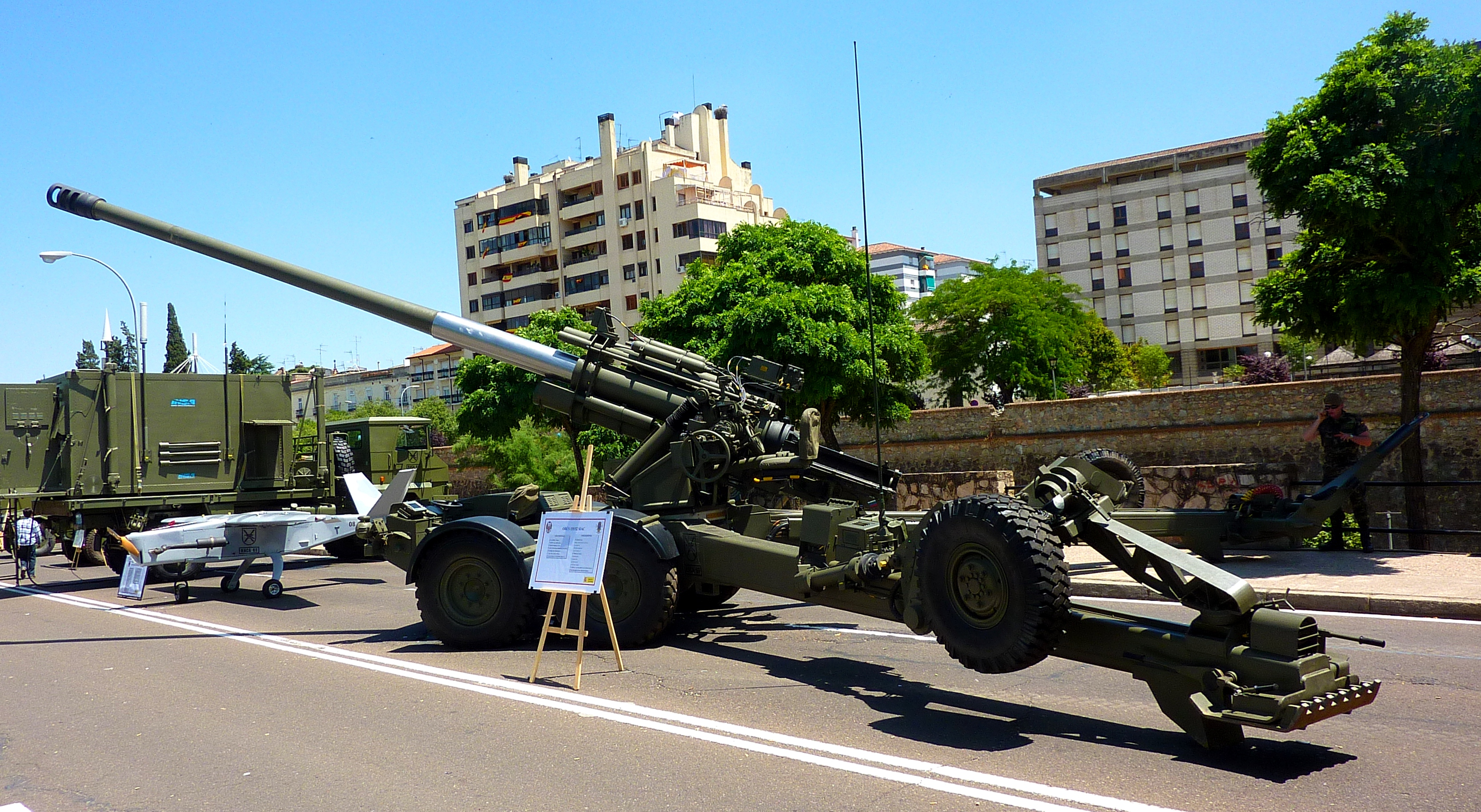
Obús 155/52 APU SBT.

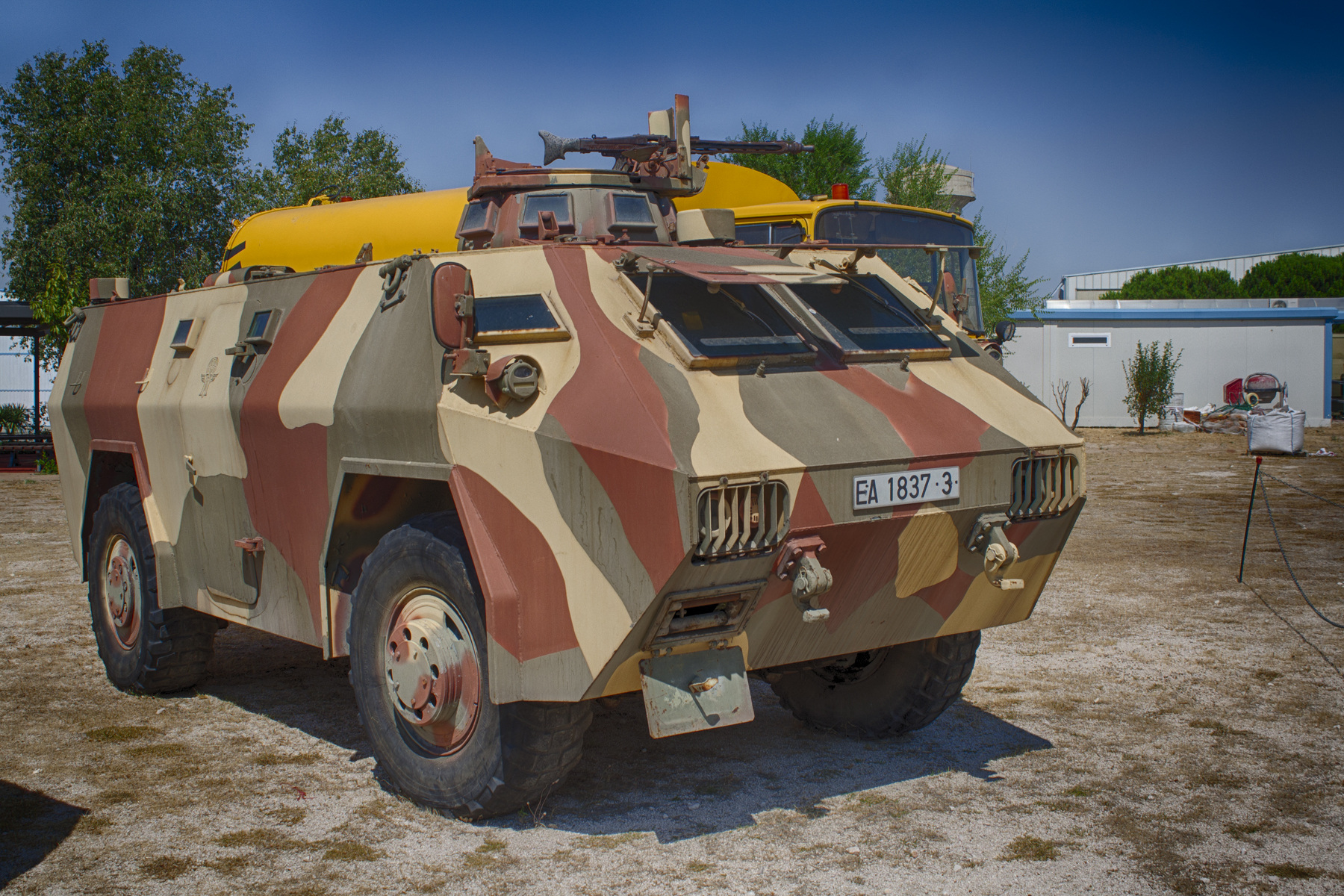
BLR Pegaso 3545.

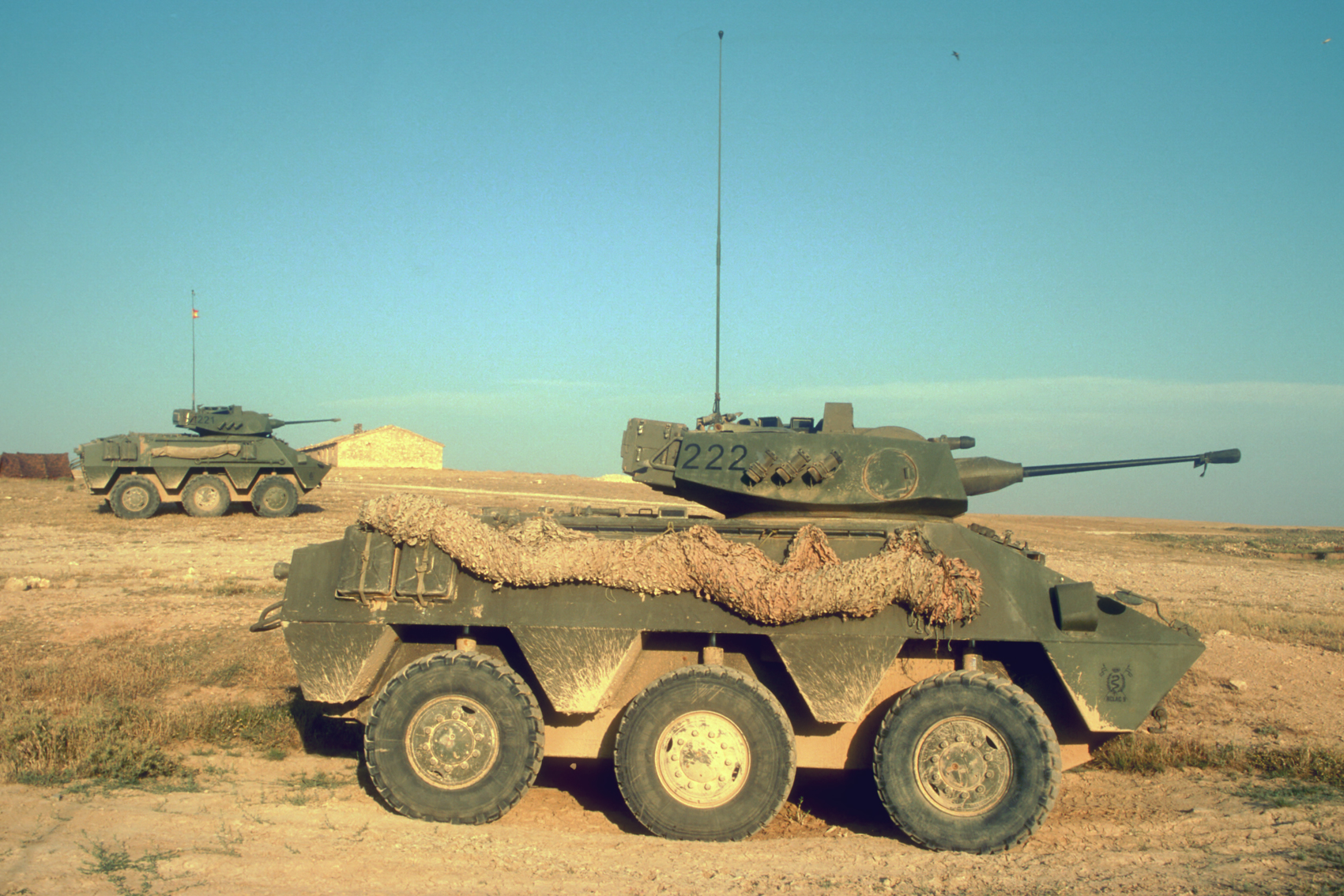
VEC-M1.

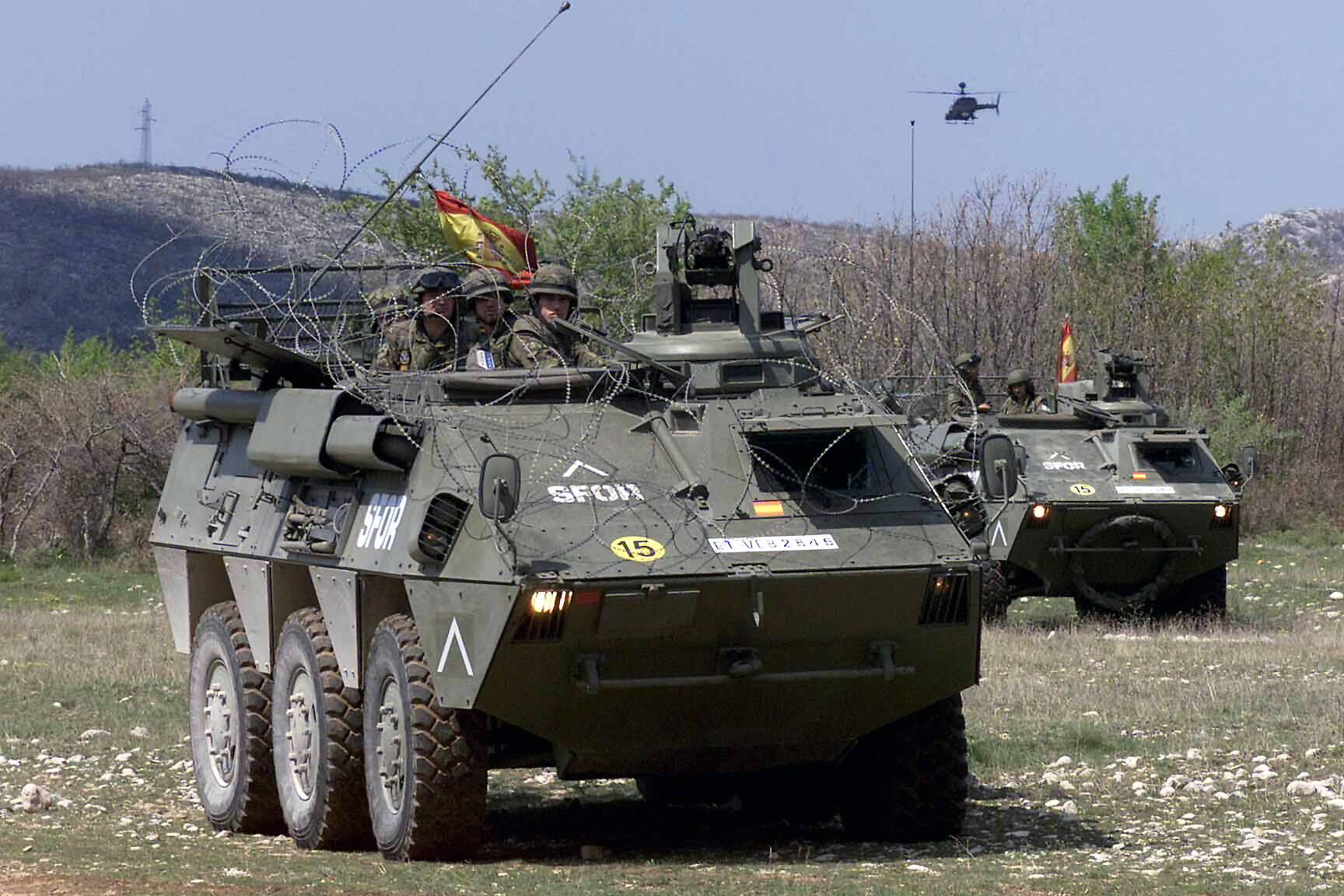
BMR.

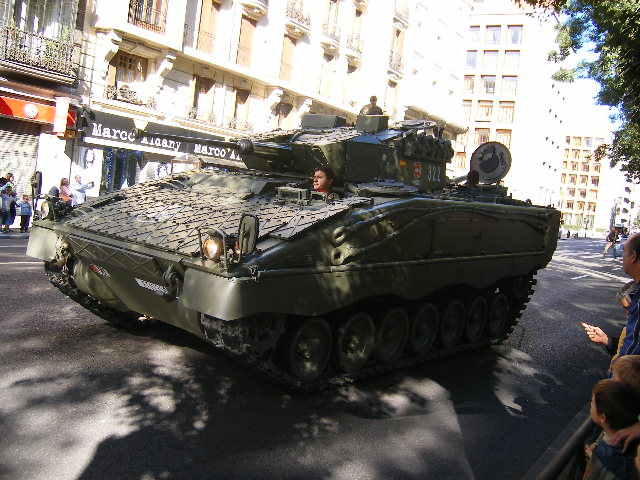
Pizarro.

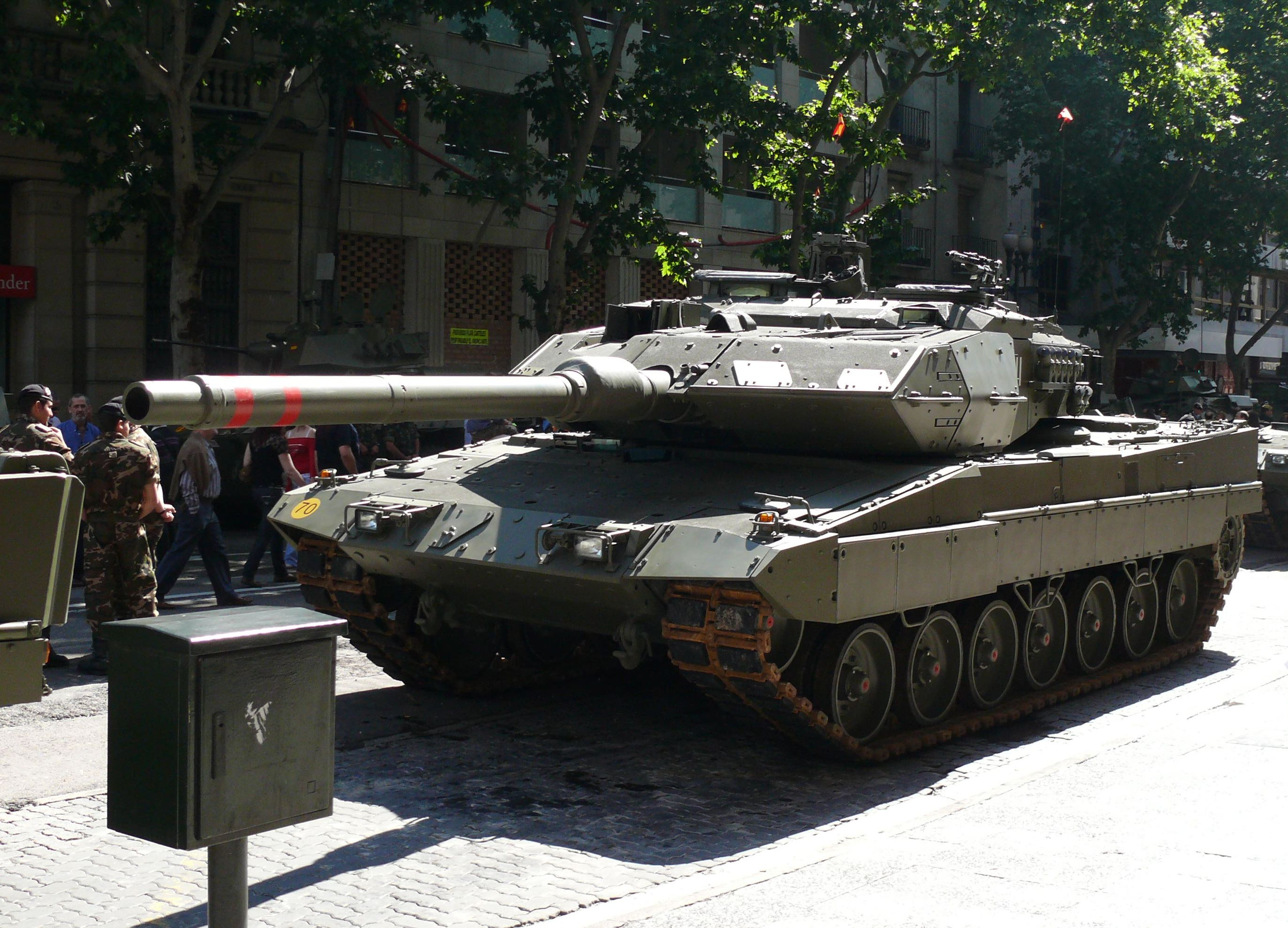
Leopard 2E.

La fàbrica de Trubia està especialitzada en la fabricació de barcasses per a tancs i vehicles blindats. En 2014 el Ministeri de Defensa del Regne Unit va fer un contracte amb General Dynamics UK de 4.400 milions d'euros per a la producció de 589 vehicles blindats ASCOD Pizarro / Ulan. Les barcasses d'aquests vehicles es produeixen a la fàbrica de Trubia. En 2014 el Regne Unit va contractar amb General Dyamics la fabricació de 584 vehicles Scout SV, anomenat Ajax. La fabricació de totes les barcasses i l'assemblatge de cent d'aquests es va disposar a Santa Bárbara Sistemas.

## Productes i programes

### Armes i sistemes
- CETME: fusell d'assalt. Modelo A, B, C, L, LC y LV.[41]
- Heckler & Koch G36E: fusell d'assalt.
- Mauser Mk30: canó lleuger.
- LAG 40: llançador automàtic de granades de 40 mm.[42]

- Metralladores:
  - Ameli: metralladora lleugera.[42]
  - Heckler & Koch MG4: metralladora lleugera.
  - Rheinmetall MG3: metralladora mitjana.[42]
  - Browning M2: metralladora pesada.[42]
- Artilleria:
- Sistema de míssil antiaeri Roland I temps clar AMX-30: funciona en un xassís modificat d'AMX-30 i va ser desenvolupat conjuntament per l'empresa francesa Euromissile i per Santa Bárbara Sistemas.[42]
- Sistema de míssil antiaeri Roland II tot temps AMX-30: funciona en un xassís modificat d'AMX-30 i va ser desenvolupat conjuntament per l'empresa francesa Euromissile i per Santa Bárbara Sistemas.[42]
- Míssil antiaeri baixa cota Roland: va ser desenvolupat conjuntament per l'empresa francesa Euromissile i per Santa Bàrbara Sistemes.[42]
- Obús 155/52 APU SBT.[42]
- Llançacoets múltiple Teruel T2: va ser desenvolupat conjuntament per l'empresa Pegaso i per Santa Bárbara Sistemas.[42]
- Torretes amb artilleria per a carros de combat i altres vehicles. TC-3, TC-7, TC-9, TC-13, TC-19 i TC-25.

### Municions i pólvores
- Pólvores:
- Pólvora DX.
- Pólvora esferoïdal.
- Municions.
- Artilleria de campanya.
- Petit calibre.
- Calibres mitjans.
- Municions per a carro de combat.
- Explosius:
- Càrregues de tall i perforació.
- Cartutxos per a caça.

### Vehicles blindats
- Vehicles de cadenes:
- Pizarro: vehicle de combat d'infanteria i cavalleria.
- Ajax: vehicle blindat de combat.

- Vehicles de rodes
- BLR: blindat lleuger de rodes.
- BMR: vehicle blindat mitjà de rodes.
- Dragoon: vehicle blindat mitjà sobre rodes.
- VEC; vehicle blindat d'exploració de cavalleria.

### Programes de cooperació
- Vehicles blindats:
- Leopardo 2I: carro de combat.
- AMX-30I: carro de combat.
- RG-31 Mk5I Nyala: vehicle blindat de combat.[43]
- Míssils:
  - caps de míssils i altres components.
  - Programa Meteor.
  - Míssil antitanc Spike: fabricació parcial i muntatge dels adquirits pel Exèrcit de Terra i la Infanteria de Marina espanyols, sota llicència de l'empresa israeliana Rafael Advanced Defense Systems Ltd.
- Fabricació per al sector civil.
- Sector aeronàutic.
- Tractaments tèrmics i superficials.

### Programes de modernització
- Carros de combat:
- AMX-30I: modernització del carro de combat.
- M60 Patton: modernització del carro de combat.
- Vehicles blindats
- BMR 2: modernització del vehicle blindat sobre rodes.